# Subh Sukh Chain
Subh Sukh Chain (tiếng Hindi: शुभ सुख चैन) là quốc ca của chính phủ lâm thời Ấn Độ tự do.

## Lời
Lời tiếng Phạn 
शुभ सुख चैन कि बरखा बरसे, भारत भाग है जागा
पंजाब, सिन्ध, गुजरात, मराठा, द्राविड उत्कल बंगा
चंचल सागर, विन्ध्य, हिमालय, नीला जमुना गंगा
तेरे नित गुण गाएँ, तुझसे जीवन पाएँ
हर तन पाए आषा।
सूरज बन कर जग पर चमके, भारत नाम सुभागा,
जए हो! जए हो! जए हो! जए जए जए जए हो!॥
सब के दिल में प्रीत बसाए, तेरी मीठी बाणी
हर सूबे के रहने वाले, हर मज़हब के प्राणी
सब भेद और फ़र्क मिटा के, सब गोद में तेरी आके,
गूंधें प्रेम की माला।
सूरज बन कर जग पर चमके, भारत नाम सुभागा,
जए हो! जए हो! जए हो! जए जए जए जए हो!॥
शुभ सवेरे पंख पखेरे, तेरे ही गुण गाएँ,
बास भरी भरपूर हवाएँ, जीवन में रुत लाएँ,
सब मिल कर हिन्द पुकारे, जय आज़ाद हिन्द के नारे।
प्यारा देश हमारा।
सूरज बन कर जग पर चमके, भारत नाम सुभागा,
जए हो! जए हो! जए हो! जए जए जए जए हो!॥
Chuyển ngữ Roman:
Subh sukh chain ki barkha barse, Bharat bhaag hai jaaga.
Punjab,Sindh,Gujarat,Maratha,Dravid,Utkal,Banga,
Chanchal sagar, Vindhya, Himalaya, Neela Jamuna, Ganga.
Tere nit gun gaayen, Tujhse jivan paayen,
Har tan paaye asha.
Suraj ban kar jag par chamke, Bharat naam subhaga,
Jai Ho! Jai Ho! Jai Ho! Jai, Jai, Jai, Jai Ho!
Sab ke dil mein preet basaaey, Teri meethi baani.
Har sube ke rahne waale, Har mazhab ke praani,
Sab bhed aur farak mita ke, Sab gaud mein teri aake,
Goondhe prem ki mala.
Suraj ban kar jag par chamke, Bharat naam subhaga,
Jai Ho! Jai Ho! Jai Ho! Jai, Jai, Jai, Jai Ho!
Subh savere pankh pakheru, Tere hi gun gayen,
Baas bhari bharpur hawaaen, Jeevan men rut laayen,
Sab mil kar Hind pukare, Jai Azad Hind ke nare.
Pyaara desh hamara.
Suraj ban kar jag par chamke, Bharat naam subhaga,
Jai Ho! Jai Ho! Jai Ho! Jai, Jai, Jai, Jai Ho!
Tạm dịch:
Cầu mong có những cơn mưa tốt lành và hòa bình, vì Ấn Độ đã thức giấc.
Punjab,Sindh,Gujarat,Maratha,Dravida,Utkala,Banga(ở đây chỉ các vùng / nền văn hóa khác nhau)
Từ những con sóng vỗ tới Vindhya và Himalaya, với Yamuna và Ganga xanh mát.
Chúng tôi ca ngợi ngài, chúng tôi nhận được cuộc sống của chúng tôi từ ngài, ngài cho chúng tôi hy vọng.
Cầu mong tên tuổi tốt đẹp của Ấn Độ chiếu sáng thế giới như mặt trời,
Chiến thắng cho ngài.
Giọng hát ngọt ngào của ngài mang lòng tốt đến mọi trái tim
Cho người dân từ mọi quận, huyện, mọi tín ngưỡng.
Xóa bỏ sự khác biệt của chúng tôi, chúng tôi đến với đất nước như một người mẹ của ngài
Và làm một vòng hoa tình yêu
Cầu mong tên tuổi tốt đẹp của Ấn Độ chiếu sáng thế giới như mặt trời
Chiến thắng cho ngài.
Sáng sớm khi chim sải cánh ta ca ngợi ngài.
Không khí trong lành mang đến cho chúng ta sự sinh động.
Tất cả chúng ta cùng nhau kêu gọi quốc gia, khẩu hiệu của "Jay azad Hind" (chiến thắng cho Ấn Độ Tự do).
Đến đất nước thân yêu của chúng ta.
Cầu mong tên tuổi tốt đẹp của Ấn Độ chiếu sáng thế giới như mặt trời
Chiến thắng cho ngài.